# Hanna Pauli

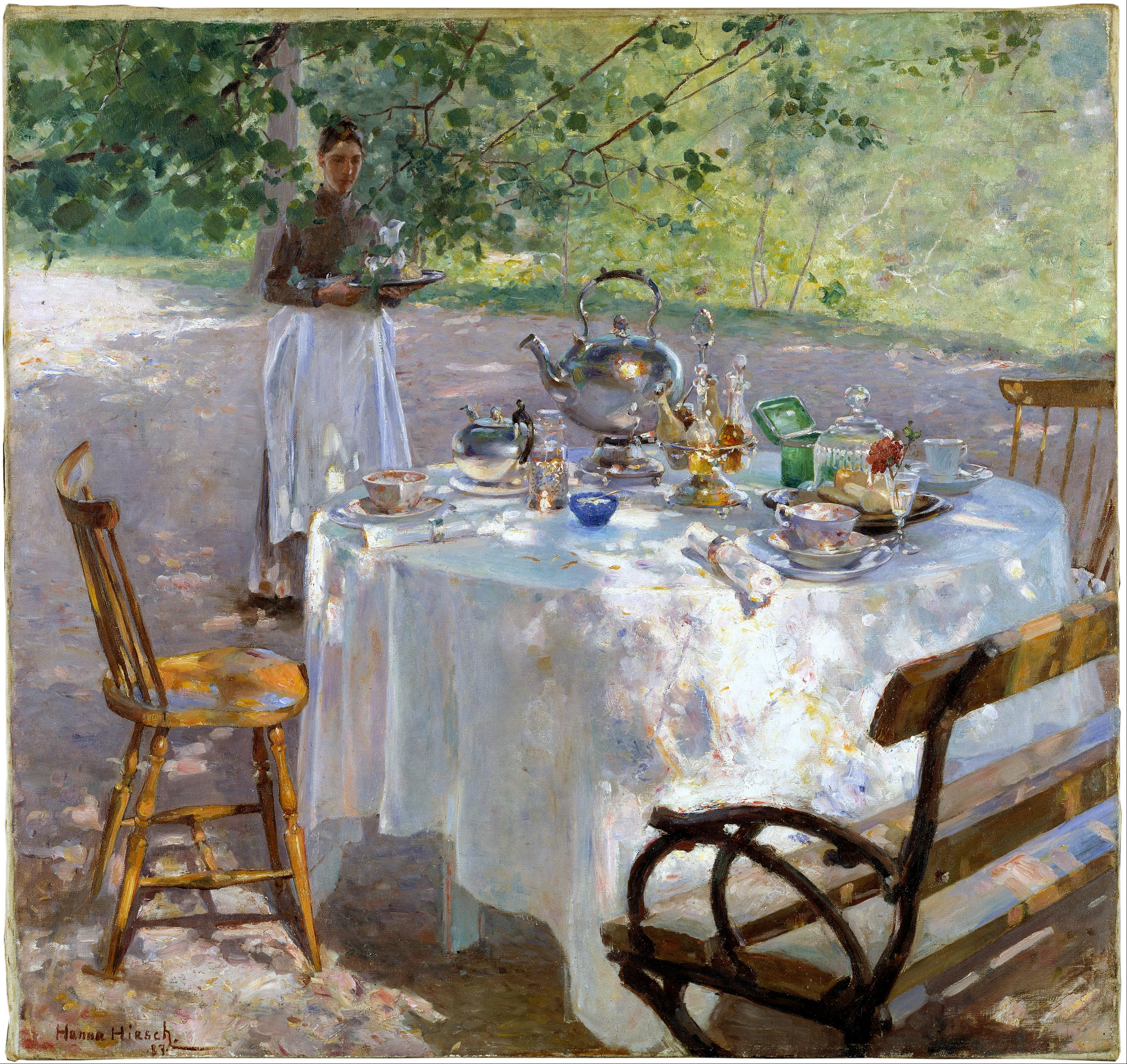
Desayuno (1887), Museo Nacional de Estocolmo

Hanna Hirsch, de casada Hanna Pauli (Estocolmo, 13 de enero de 1864-Solna, 29 de diciembre de 1940) fue una pintora impresionista sueca.

## Biografía
Estudió arte en la escuela infantil de pintura de August Malmström en Estocolmo y, de 1881 a 1885, en la Academia de Bellas Artes de Estocolmo. Entre 1885 y 1887 amplió sus estudios en la Académie Colarossi de París. En 1887 se casó con el pintor Georg Pauli. Realizó retratos, paisajes y escenas de género, con un estilo impresionista influido por Édouard Manet y Jules Bastien-Lepage, caracterizado por la pincelada suelta al estilo de la pintura à plein-air. En los años 1890 recibió la influencia del simbolismo.